# Hôtel Calemard
L'hôtel Calemard est un hôtel particulier situé à Bourbon-l'Archambault, en France.

## Localisation
L'hôtel particulier est situé sur la commune de Bourbon-l'Archambault, dans le département de l'Allier, au 13, rue Achille-Allier (ancienne Grand Rue).

## Historique
La porte de l'hôtel et ses vantaux sont inscrits au titre des monuments historiques en 1929.